# 執法

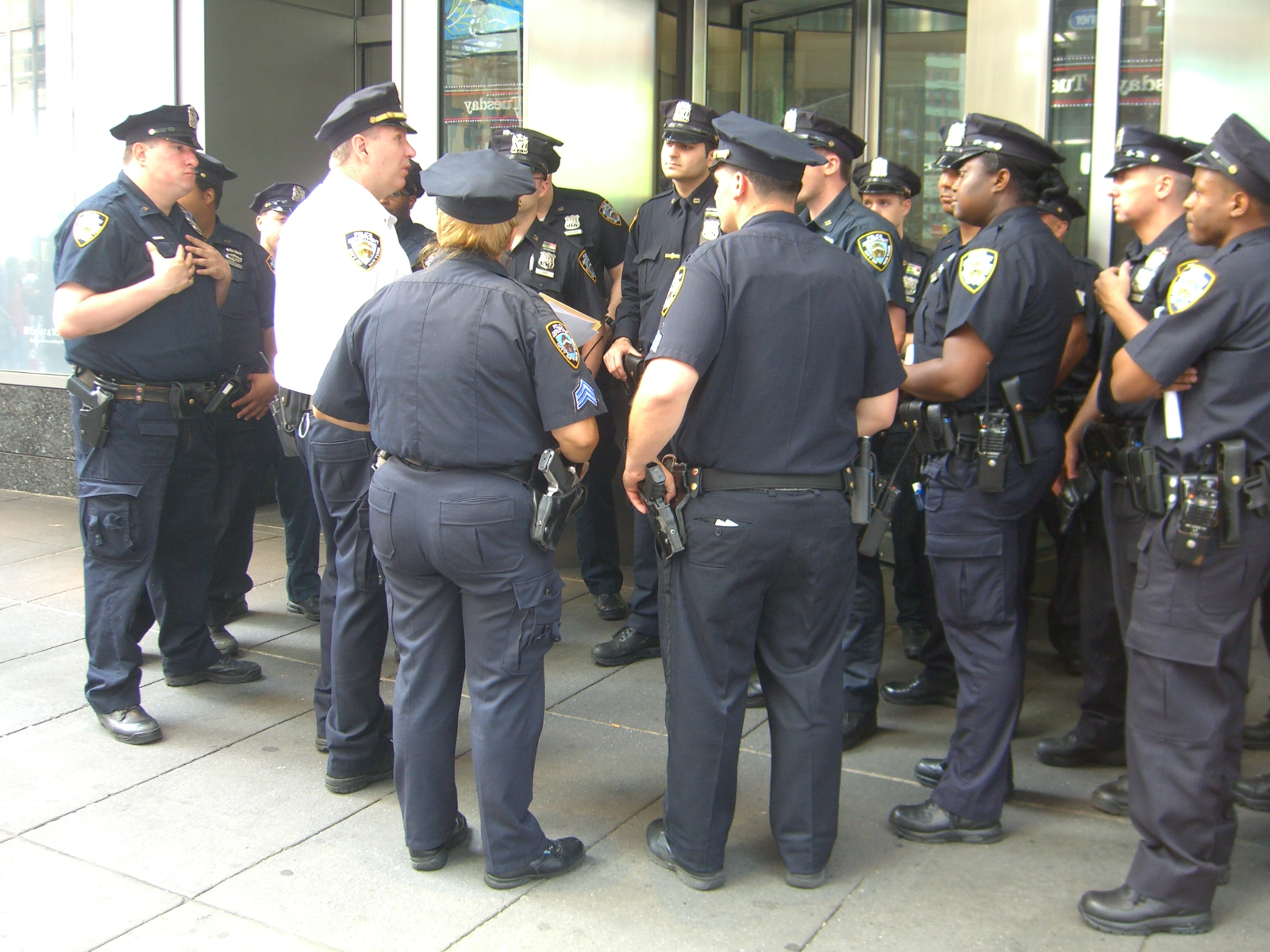
紐約市警在時代廣場向警官匯報情況

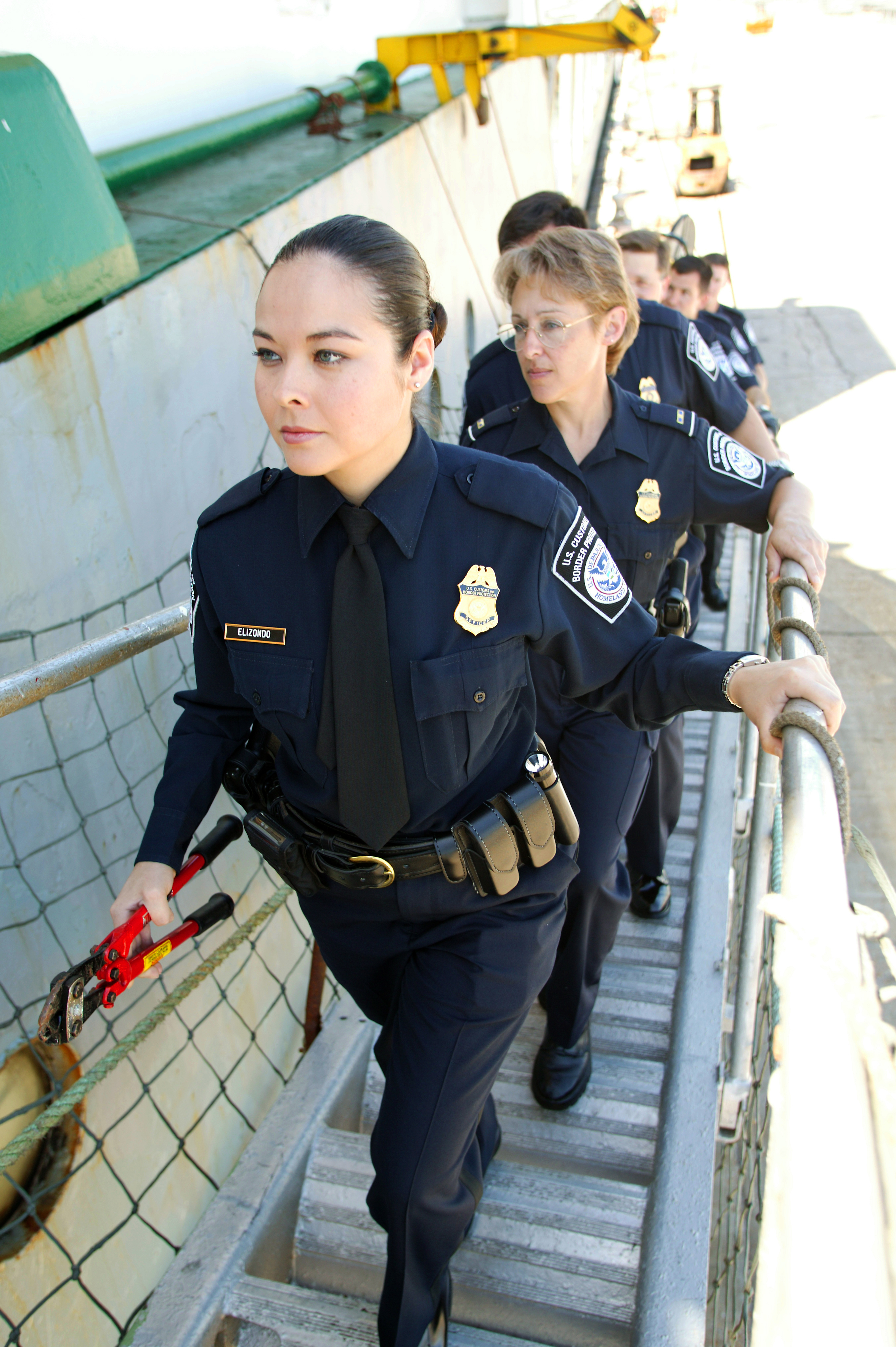
美國海關及邊境保衛局的工作人员登船

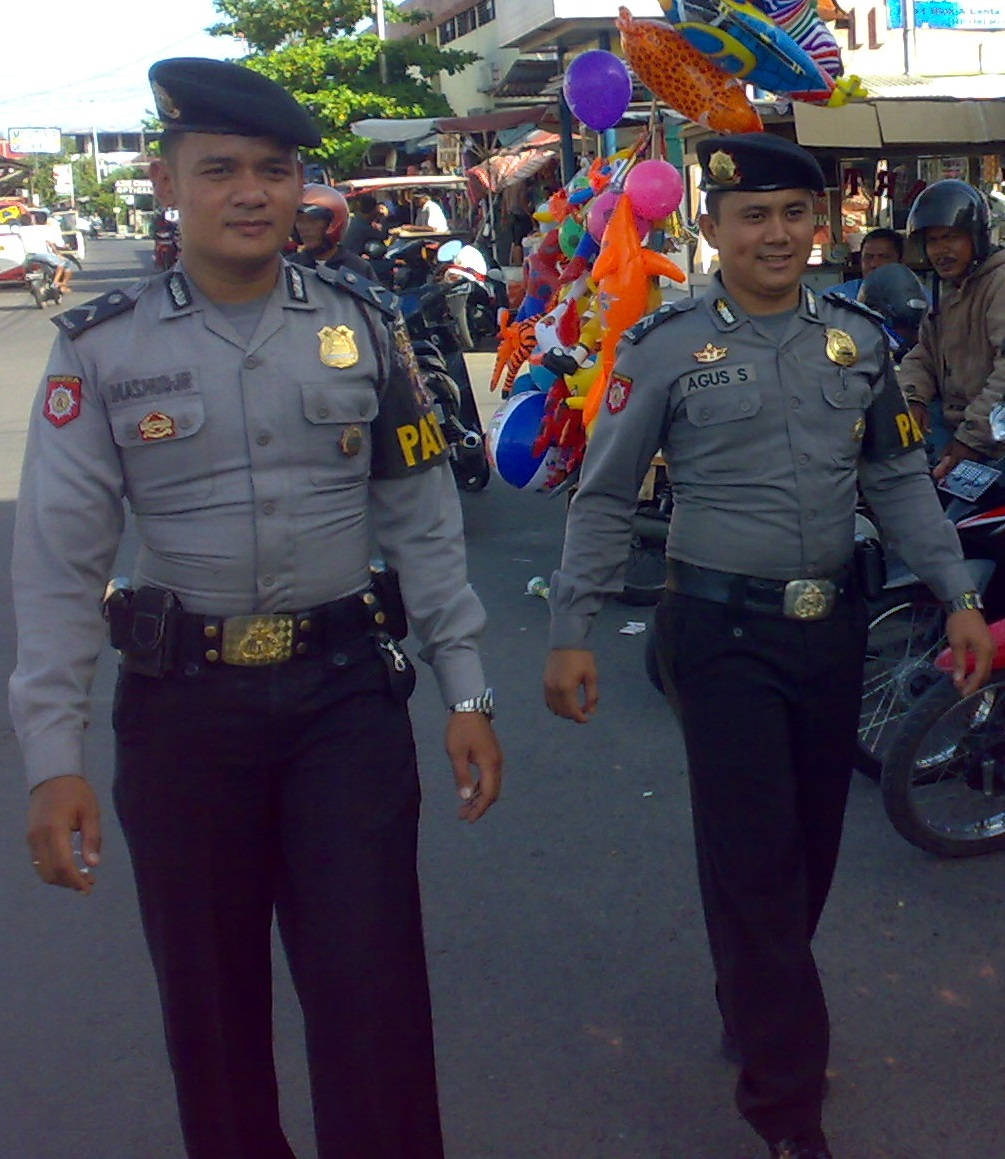
正在巡邏的印尼国家警察

執法是指行政機關之下的部門和機構單位，被賦予依法實施法律之公權力，有組織地對違反法律及規範的民眾提出逮捕、訴訟、威懾、修復或惩罚。
這個術語可以涵蓋警察、法院和惩教，但最常用於直接從事巡邏、監察或勸阻犯罪活動，以及調查及逮捕犯罪者的人員。 執法的任務通常由警察、巡邏官或其他執法組織執行，但在其他專業領域之內，也可能有自己的内部执法部門，例如軍隊的宪兵。
执法部门通常會牽涉到预防和惩治犯罪活動，但同樣也存在阻止非犯罪性的违规行为的執法組織，这些违规行为可以施加较轻的懲罰；另外雖然加強執法確實有助治安，但執法對治安的影響有其極限，且各國執法機關可能已到達這種極限，這是因為在超過一定的程度後，增加警力、加強逮捕率、增加起訴率等做法在實務上都會變得不可行所致。

## 構成
執法的權限通常由執法機構執行，最典型的例子是警察。通過政府会在警察機構中投入大量的资源，并提高執法人員的數量，从而在社会上有效執行法律。
執法機構往往受限在某個指定辖区开展活動，而在某些情况下，不同機構之间的管辖权可能出現重疊，例如美国每个州都有自己的州级执法部门，但是联邦调查局仍可對任何州发生的犯罪開展執法行動。

## 對犯罪率的影響
研究指出，不論刑罰輕重，在處罰確定性高的狀況下，潛在的罪犯比較不會去犯罪，加強處罰確定性的作法，比加重處罰有效，而重罰是否有效，在學術上依舊是有疑問的；換句話說，若潛在的罪犯認為自己幾乎一定會因為犯罪被抓，那而他就比較不可能犯罪。
然而在另一方面，多數刑事司法系統的逮捕率和起訴率在實際上並不高，而這是因為在實務上，不論增加警力、加強逮捕率、增加起訴率等做法都不可行，而一些警察單位所嘗試的方法，像例如改變巡邏方法等，也無法對逮捕率造成影響所致。像例如說在英國，只有大約2%的罪案會受到起訴，而每七個受到起訴的罪犯中，只有一個人最後會坐牢，英國內政部在1993年總結道說：「對於一個罪犯而言，他因為犯罪而坐牢的機率大約是三百分之一」，美國的狀況也與此類似；因此假若重罰確實能有效嚇阻犯罪，那麼在實務上，比起加強刑罰的確定性，加重處罰在防治犯罪方面，是比較容易也比較可行的作法；然而犯罪學者多半反對重罰，不過目前對加重處罰的嚇阻效果的研究，不能確定加重處罰是否真的無助抑制犯罪。